# تویوتا کورولا

آبی: کشورهایی که اکنون تویوتا کورولا در آن‌ها تولید می‌شود سبز: کشورهایی که تویوتا کورولا پیش‌تر در آن‌ها تولید می‌شد قرمز: ژاپن، بازار محلی تویوتا کرولا

تویوتا کورولا (به انگلیسی: Toyota Corolla) نام مجموعه‌ای از خودروهای کامپکت است که در ۱۹۶۶ میلادی توسط تویوتا معرفی شد و همچنان تولید می‌شود. بیش از ۵۰ میلیون کورولا در مدل‌هایی متفاوت تا سال ۲۰۲۱ به فروش رسیده‌اند و هنوز فروش این خودرو ادامه دارد.
تویوتا کورولا پرفروش‌ترین خودروی جهان است. تا سال ۲۰۲۱ میلادی بیش از ۵۰ میلیون از این خودرو به فروش رفته‌است.

## نسل‌ها
کورولا در دوازده نسل تولید شده که عبارتند از:
- نسل یکم: تویوتا کورولا (ای۱۰) (۱۹۶۶–۱۹۷۰)
- نسل دوم: تویوتا کورولا (ای۲۰) (۱۹۷۰–۱۹۷۴)
- نسل سوم: تویوتا کورولا (ای۳۰) (۱۹۷۴–۱۹۷۹)
- نسل چهارم: تویوتا کورولا (ای۷۰) (۱۹۷۹–۱۹۸۳)
- نسل پنجم: تویوتا کورولا (ای۸۰) (۱۹۸۳–۱۹۸۷)
- نسل ششم: تویوتا کورولا (ای۹۰) (۱۹۸۷–۱۹۹۱)
- نسل هفتم: تویوتا کورولا (ای۱۰۰) (۱۹۹۱–۱۹۹۵)
- نسل هشتم: تویوتا کورولا (ای۱۱۰) (۱۹۹۵–۲۰۰۰)
- نسل نهم: تویوتا کورولا (ای۱۲۰) (۲۰۰۰–۲۰۰۶)
- نسل دهم: تویوتا کورولا (ای۱۴۰) (۲۰۰۶–۲۰۱۳)
- نسل یازدهم (ژاپن): تویوتا کورولا (ای۱۶۰) (۲۰۱۲–۲۰۱۸)
- نسل یازدهم (جهانی): تویوتا کورولا (ای۱۷۰) (۲۰۱۳–۲۰۱۸)
- نسل دوازدهم: تویوتا کورولا (ئی۲۱۰) (۲۰۱۸–اکنون)

### نسل اول - ۱۹۶۶ تا ۱۹۷۰
با شروع دهه ۶۰ میلادی، آیجی تویودا (برادرزاده ساکیشی تویودا مؤسس برند تویوتا) تلاش‌های بی‌وقفه‌ای را برای عرضه یک خودرو شهری کارآمد و ارزان‌قیمت آغاز کرد؛ اما از آنجایی که صنعت خودرو آن روزهای ژاپن حرفی برای گفتن نداشت، عملاً ساخت این مدل با چنین فلسفه‌ای ممکن نبود. آیجی هیچ‌گاه از تصمیمش منصرف نشد. طرح‌های مختلفی را برای هیئت‌مدیره ارسال می‌کرد ولی هربار با یک ایراد روبه‌رو می‌شد. تا این‌که در ابتدای ۱۹۶۵ یکی از طرح‌های او مورد موافقت قرار گرفت. شرکت روی آن سرمایه‌گذاری کرد و سدان سایز کوچکی به اسم کرولا متولد شد. برای شروع، این خودرو به یک پیشرانه ۱٫۲ لیتری ۷۰ اسب‌بخاری مجهز بود.

### نسل دوم - ۱۹۷۰ تا ۱۹۷۴
شاید استفاده از واژه موفقیت برای نسل اول چندان مناسب نباشد. کرولای اولیه تنها آمد که اسمی از تویوتا را حمل کند؛ اما شرایط برای نسل دو کمی دستخوش تغییر شد. چهره کرولا جدید اندکی بروزتر و مشخصات فنی‌اش قابل قبول‌تر شد. استفاده از پیشرانه ۱٫۴ لیتری ۸۶ اسب‌بخاری شاید آن روزها در ژاپن اتفاق بدیعی نبود ولی بهره‌گیری از یک جعبه‌دنده ۳ سرعته اتوماتیک اتفاقی بود که کرولا را تبدیل به بحث داغ رسانه‌های صنعتی کرد. شاید به همین دلیل بود که این نسل از کرولا به‌تنهایی ۸ سال عمر کرد. دیدگاه آینده‌نگرانه مدیران تویوتا، بخشی از تولید کرولای نوپا را به اندونزی و استرالیا واگذار کرد.

### نسل سوم - ۱۹۷۴ تا ۱۹۷۹
کمی که از دهه ۷۰ گذشت، کرولا جای خود را در بازار ژاپن باز کرد. این خودرو همان چیزی شد که مدیران ارشد می‌خواستند؛ یعنی یک خودرو مقرون‌به‌صرفه شهری. به‌منظور توسعه بازار، شرکت ویرایش‌های کوپه، استیشن، ون و لیفت‌بک را نیز به لیست فروش اضافه کرد. تصور کنید آن سال‌ها تویوتا با این خودرو توانست پیشرانه‌ای تولید کند که از فناوری DOHC (دو میل‌سوپاپ روی سیلندر) استفاده می‌کرد. این همان پیشرانه معروف ۱٫۶ لیتری ۱۲۴ اسب‌بخاری بود که هنوز هم از نظر مهندسی جایگاه بالایی دارد. البته نباید فراموش کرد که یکی از دلایل کارایی بالای موتورهای کرولا، وزن پایین آن بود. نسل سوم کرولا تنها ۸۸۰ کیلوگرم وزن داشت.

### نسل چهارم - ۱۹۷۹ تا ۱۹۸۷
تمرکز بیش از حد شرکت روی مباحث مهندسی، باعث فراموش شدن ریزه‌کاری‌های طراحی شده بود. نسل چهار با یک تحول عظیم در زبان بصری معرفی شد. چهره کرولا دیگر مانند اسلاف خود، فانتزی نبود. حالا دیگر می‌شد به این خودرو لقب خودرو سنگین و رنگین داد. تویوتا با این مدل تمام رکوردهای قبلی خود را شکست. آن‌ها توانستند به تیراژ تولید روزانه ۲۳۴۶ دستگاه برسند. دقیقاً در همین نسل بود که آمار کل تولید کرولا از مرز یک میلیون دستگاه عبور کرد. اضافه شدن تایلند و نیوزیلند به لیست تولیدکنندگان این خودرو در این رکوردزنی بی‌تأثیر نبوده‌است. کرولا برای نسل چهارم به پیشرانه ۱٫۸ لیتری دیزلی (گازوئیل‌سوز) با قدرت ۶۵ اسب‌بخار مجهز شد، تا دوست‌داران این نوع پیشرانه‌ها را نیز راضی کرد.

### نسل پنجم - ۱۹۸۳ تا ۱۹۸۷
این نسل یکی از عجیب‌ترین اتفاق‌ها در کل صنعت خودروسازی بود. در حالی‌که کرولا نسل چهارم همچنان روی خط تولید بود، تویوتا نسل پنج را معرفی کرد. شرکت هیچ‌گاه دربارهٔ این اقدام خود توضیح نداد. هرچه بود، حضور این مدل در بازارهای جهانی نیز اتفاق خوبی محسوب می‌شد. چراکه با پایان تواید نسل پنجم، مجموع تولید کرولاها به ۳٫۳ میلیون دستگاه رسید. بزرگ‌ترین شانس تویوتا، حضور آن در آمریکا و تأسیس یک خط تولید ساده بود. درست به همین دلیل بود که ژاپنی‌ها یک نمونه سفارشی را باب میل آمریکایی‌ها تولید کردند. این خودرو یک کوپه با دیفرانسیل عقب بود. جالب است که نسخه مسابقه‌ای جی‌تی AE86 از همین نسل، راهی رقابت‌های سرعت استرالیا شده بود.

### نسل ششم - ۱۹۸۷ تا ۱۹۹۴
در آستانه دهه ۹۰ و اوج‌گیری ناگهانی خودروسازان آسیایی، تویوتا برنامه‌های جدید خود را برای کرولا معرفی کرد. خط تولید کانادا مشتریان جدیدی برای آن‌ها فراهم کرد. برای اولین‌بار یک نسخه 4WD نیز تولید شد. همچنین برای نخستین‌بار بود که روی مدل خاص GT-Z پیشرانه ۱٫۶ لیتری سوپرشارژ با قدرت ۱۶۵ اسب‌بخار تعبیه شد. در دهه ۹۰ بازار هوندا سیویک و نیسان آلتیما رونق فوق‌العاده‌ای داشت. نسل ششم کرولا شاید نتوانست آن‌ها را به زیر بکشد ولی به‌طور حتم تأثیر خود را روی فروش خیره‌کننده آن‌ها گذاشت. عدم اقبال نسبت به مدل استیشن این خودرو از همین نسل شروع شد.

### نسل هفتم - ۱۹۹۱ تا ۲۰۰۲
درست در همان روزهایی که تویوتا با دیگر سدان پرفروش خود یعنی کمری ایام طلایی را تجربه می‌کرد، بازارهای متوسط به‌شدت منتظر حضور ویرایش جدید کرولا بودند. اتفاقی که در بهترین صورت ممکن رخ داد. ترکیه و تایلند بیش از هر کشور دیگری برای خرید این خودرو مشتاق بودند. چهره جوان‌گرای نسل هفتم کرولا این سدان شهری را از خودرویی که فقط مناسب افراد مسن بود، خارج کرد. بازار آمریکای جنوبی که پیش از این در سیطره خودروهای ارزان آمریکای‌شمالی بود، کم‌کم با کرولا آشنا شدند. شیلی و پرو از جمله کشورهایی بودند که درخواست‌های پیاپی خود را برای خرید این خودرو به دفتر مرکزی تویوتا ارسال می‌کردند.

### نسل هشتم - ۱۹۹۵ تا ۲۰۰۲
وقتی حرف از انقلاب در طراحی می‌زنیم، منظور ما دقیقاً چنین چیزی است. اصرار تویوتا برای باقی ماندن در بازار پرحاشیه اما مهم آمریکا، قدرت طراحان ژاپنی این شرکت را دوچندان کرد. حالا شاهد خودرویی بسیار مدرن با چهره‌ای گیرا و آینده‌نگر هستیم. البته نسل هشتم از نظر فنی هم حرف‌هایی برای گفتن داشت. به‌خصوص عرضه پیشرانه ۱٫۶ لیتری ۱۶۵ اسب‌بخاری که حتی خودروهای ساخت آمریکا را نیز تحت تأثیر قرار داده بود. نصب سیستم صوتی با چنجر سی‌دی، سان‌روف و چراغ‌های LED قابلیت‌هایی بودند که این ژاپنی محافظه‌کار را محبوب‌تر می‌کرد. به دلیل کیفیت خوب قطعات، این خودرو برای مدتی تبدیل به تاکسی رسمی انگلستان شد.

### نسل نهم - ۲۰۰۱ تا ۲۰۰۷
قرن ۲۱، آغازگر عصر نوین کرولا بود. نسل نهم کرولا بیش از هر خودروی اروپایی و آمریکایی، حس و حال غربی داشت. در حالی که بازار خودروهای سایز کوچک شهری آمریکای شمالی غرق در خرید پونتیاک Vibe بود، این ژاپنی تمام معادلات را به هم ریخت. تویوتا با این مدل یک بار دیگر سراغ پیشرانه‌های سوپرشارژ رفت. عرضه نسخه ۱٫۸ لیتری ۲۱۵ اسب‌بخاری موفقیت قابل قبولی برای شرکت به همراه آورد. البته همچنان پرفروش‌ترین مدل کرولا همان سری ۱٫۶ لیتری ۱۰۹ اسب‌بخاری بود. عربستان برای اولین‌بار به لیست خریداران کرولا اضافه شد.

### نسل دهم - ۲۰۰۶ تا ۲۰۱۳
دومین انقلاب طراحی در دنیای کرولاها در نسل دهم رخ داد. تویوتا با عرضه این مدل کمی چاشنی جسارت و هیجان را بیشتر کرد. اقدامی که اتفاقاً خیلی هم با استقبال روبه‌رو شد. پس از سال‌ها از عرضه اولین کرولا، برای اولین‌بار شرکت روی این خودرو جعبه‌دنده اتوماتیک ۵ سرعته و یک نمونه CVT تعبیه کرد. تا پیش از این معروف بود که کرولاها خودروهای کم‌آپشنی هستند؛ اما روی این نسل می‌شد امکاناتی مانند سنسور جلو و عقب، دوربین، کروز کنترل هوشمند، نمایشگر لمسی، نقشه‌خوان و گرم‌کن صندلی دید. شاید پرفروش‌ترین ویرایش این خودرو نمونه ۱٫۸ لیتری ۱۳۶ اسب‌بخاری باشد ولی شرکت برای دوست‌داران سرعت یک نمونه جی‌تی ۱٫۵ لیتری توربو با ۱۵۰ اسب‌بخار قدرت نیز تدارک دیده بود.

### نسل یازدهم - ۲۰۱۲ تا ۲۰۱۸
اقبال خیره‌کننده‌ای که دنیا به کرولا نشان داد، تویوتا را مجبور کرد تا با صرف هزینه سنگین چند میلیون دلاری یک پلت‌فرم جدید برای آن طراحی کند. کرولاهای جدید آنقدر توسعه‌یافته بودند که شرکت برای هر بازار، مدل مخصوصی را تدارک می‌دید؛ یعنی آنچه در هند عرضه می‌شد، با چیزی که در چین به فروش می‌رفت، تفاوت داشت. آنچه در پاکستان عرضه می‌شد با مدل فروخته‌شده در سنگاپور توفیر می‌کرد. شاید بزرگ‌ترین تفاوت بین مدل‌هایی بود که در آمریکا فروخته می‌شدند، چرا که از طراحی کاملاً متفاوتی با سایر کرولاهای هم‌نسلش بهره می‌برد. نکته مهم دربارهٔ نسل یازدهم کرولا آن بود که شرکت دیگر دست از آن پراکندگی پیشرانه‌ها کشید و تنها روی دو مدل پیشرانه ۱٫۸ و ۲ لیتری متمرکز شد.

## جدول فروش
| سال تقویمی                      | آمریکا  | کانادا | استرالیا | اروپا   |
| ------------------------------- | ------- | ------ | -------- | ------- |
| ۲۰۰۰                            | 230,156 | ن/م    | ۳۰٬۵۷۶   | ن/م     |
| ۲۰۰۱                            | ۲۴۵٬۰۲۳ | ن/م    | ۳۰٬۸۱۳   | ن/م     |
| ۲۰۰۲                            | 254,360 | ن/م    | ۳۴٬۹۴۸   | ن/م     |
| ۲۰۰۳                            | ۳۲۵٬۴۷۷ | ن/م    | ۳۶٬۱۲۸   | ن/م     |
| ۲۰۰۴                            | 333,161 | ن/م    | ۳۹٬۰۵۳   | ن/م     |
| ۲۰۰۵                            | ۳۴۱٬۲۹۰ | ن/م    | ۴۶٬۴۱۵   | ن/م     |
| ۲۰۰۶                            | 387,388 | ن/م    | ۴۶٬۲۵۶   | ن/م     |
| ۲۰۰۷                            | ۳۷۱٬۳۹۰ | ن/م    | 47,792   | 85,407  |
| ۲۰۰۸                            | 351,007 | 57,736 | ۴۷٬۹۰۱   | 119,120 |
| ۲۰۰۹                            | 296,874 | 53,933 | 39,013   | ن/م     |
| ۲۰۱۰                            | 266,082 | 38,680 | 41,632   | 51,189  |
| ۲۰۱۱                            | 240,259 | 36,663 | 36,087   | 69,889  |
| ۲۰۱۲                            | 290,947 | 40,906 | 38,799   | 63,481  |
| ۲۰۱۳                            | 302,180 | 44,449 | 43,498   | 67,987  |
| ۲۰۱۴                            | 339,498 | 48,881 | 43,735   | 83,301  |
| ۲۰۱۵                            | 363,332 | 47,199 | 42,073   | 69,194  |
| ۲۰۱۶ (از جمله Corolla/Scion IM) | 360,483 | 45,626 | 40,330   | 67,876  |
| ۲۰۱۷                            | 76,086  | ن/م    | ن/م      | ن/م     |

## نگارخانه

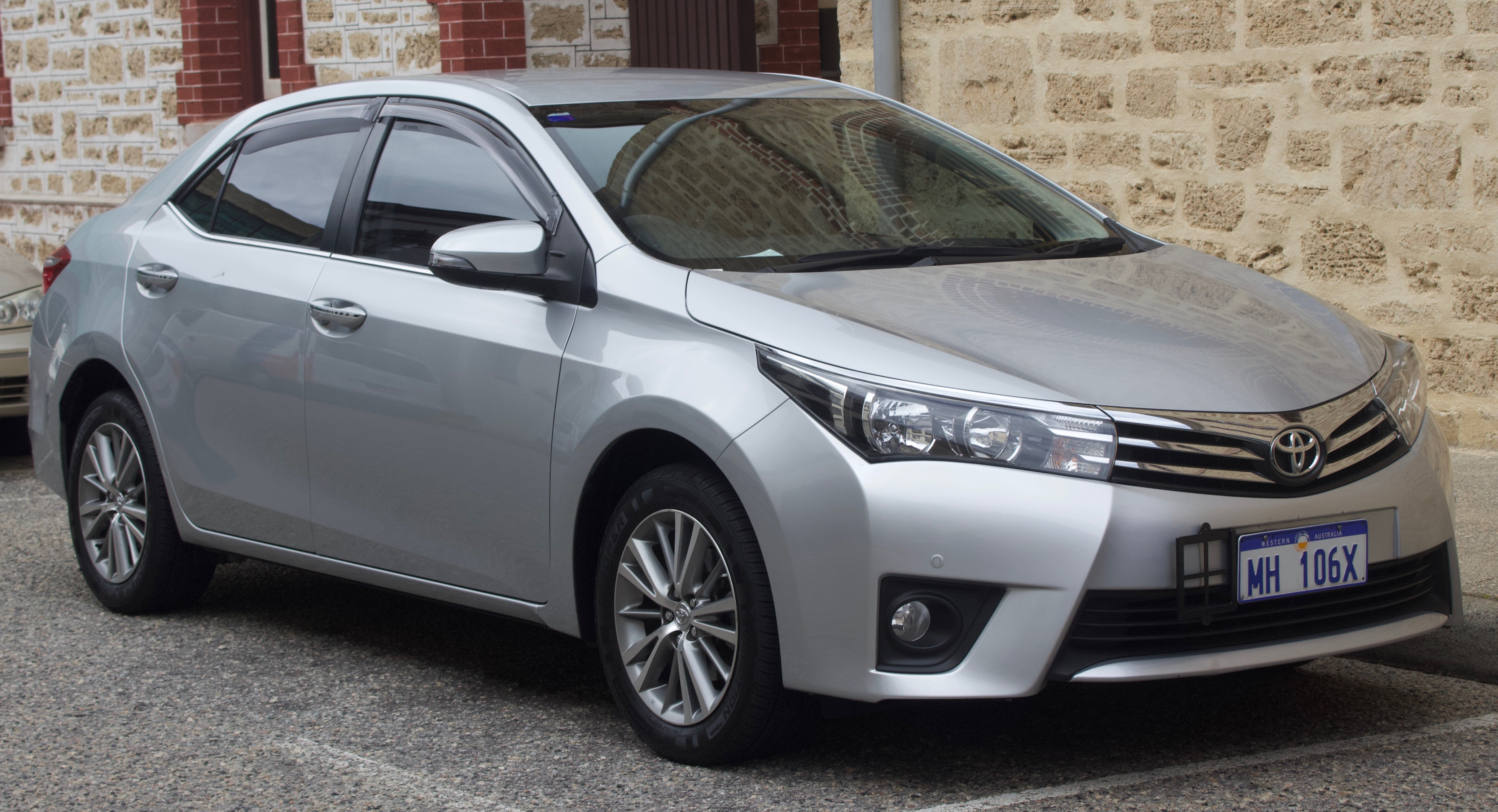
نسل یازدهم (جهانی) تویوتا کرولا، ای۱۷۰
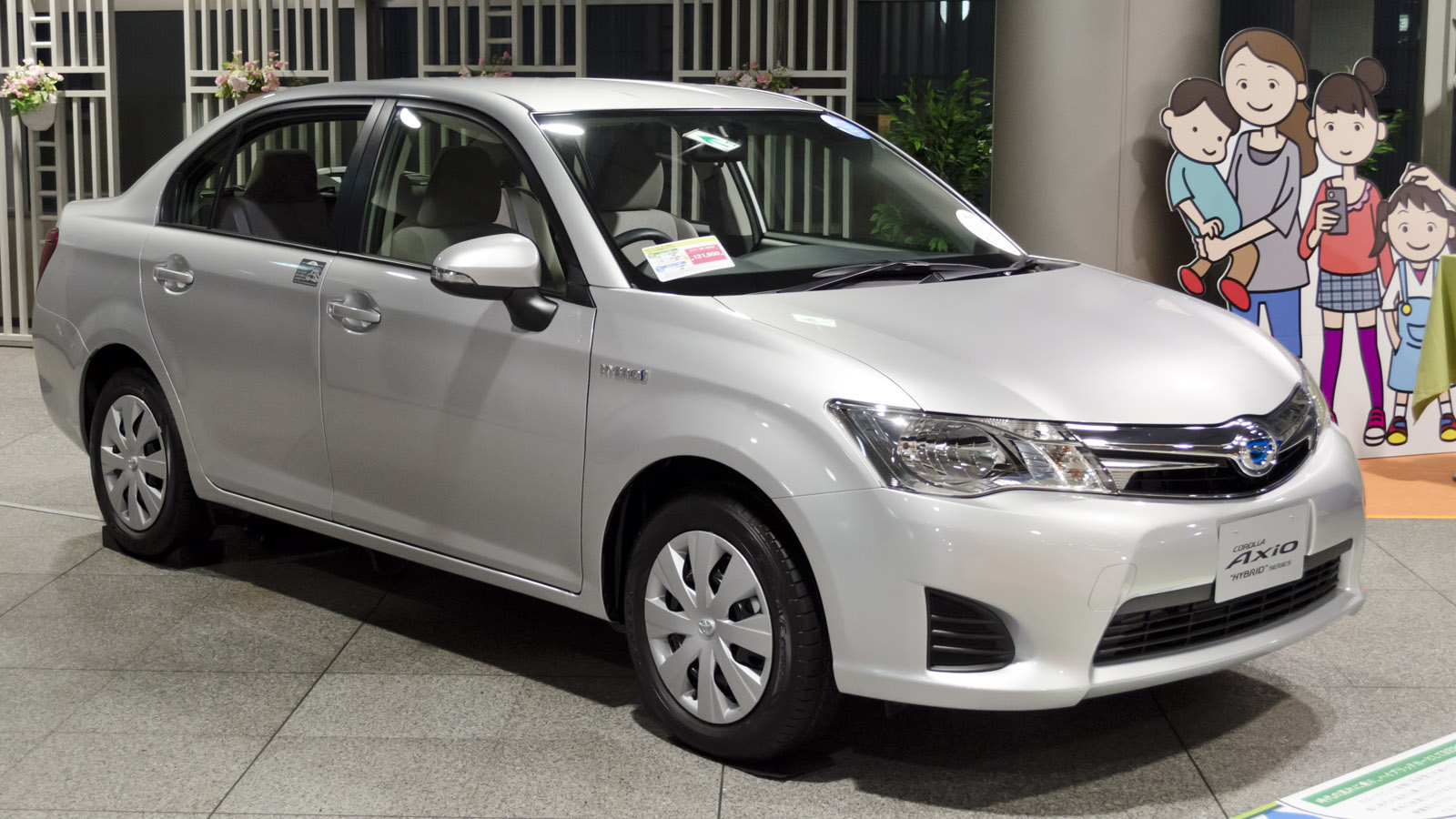
نسل یازدهم (ژاپن) تویوتا کرولا، ای۱۶۰
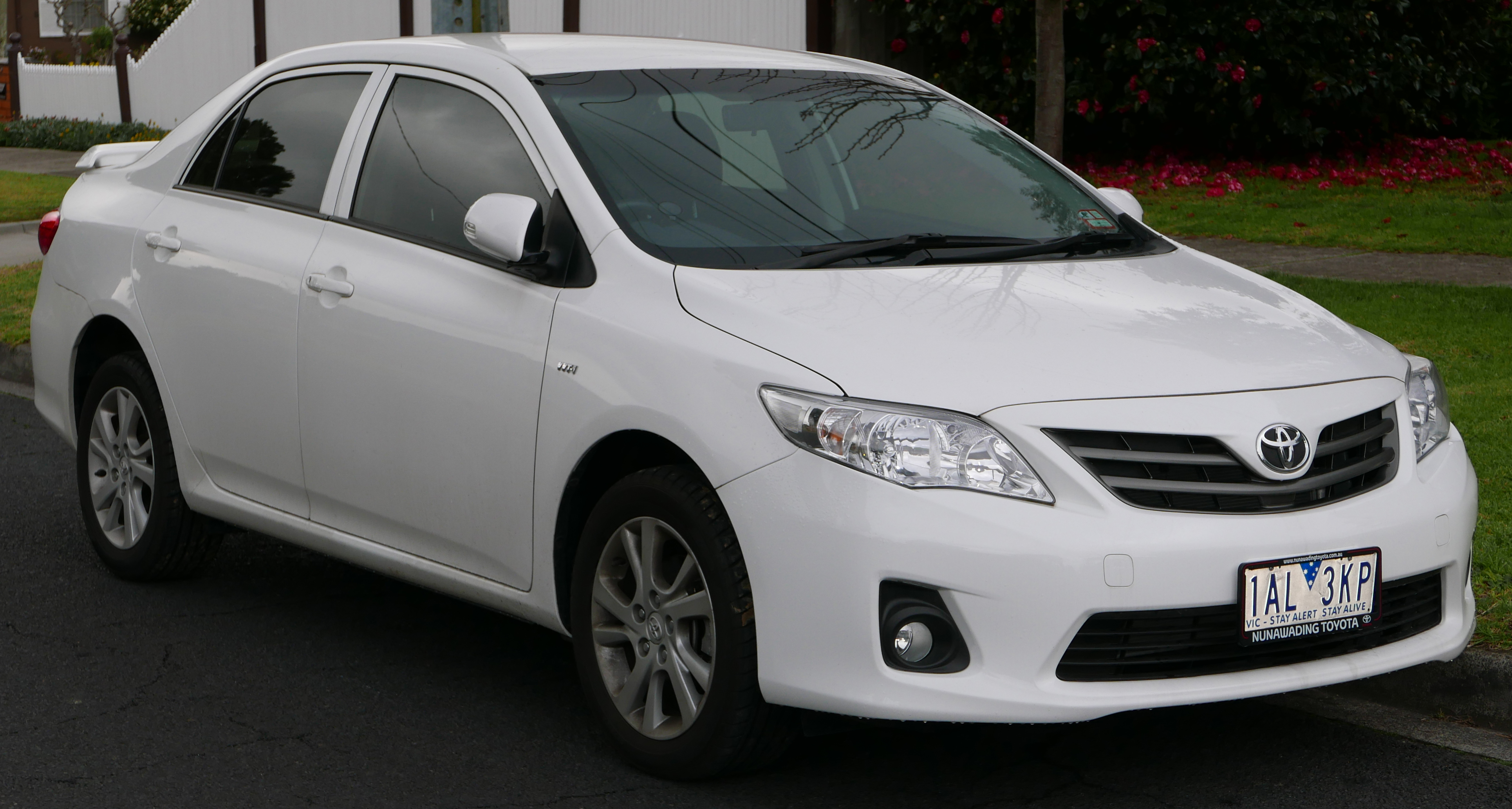
نسل دهم کورولا، ای۱۴۰
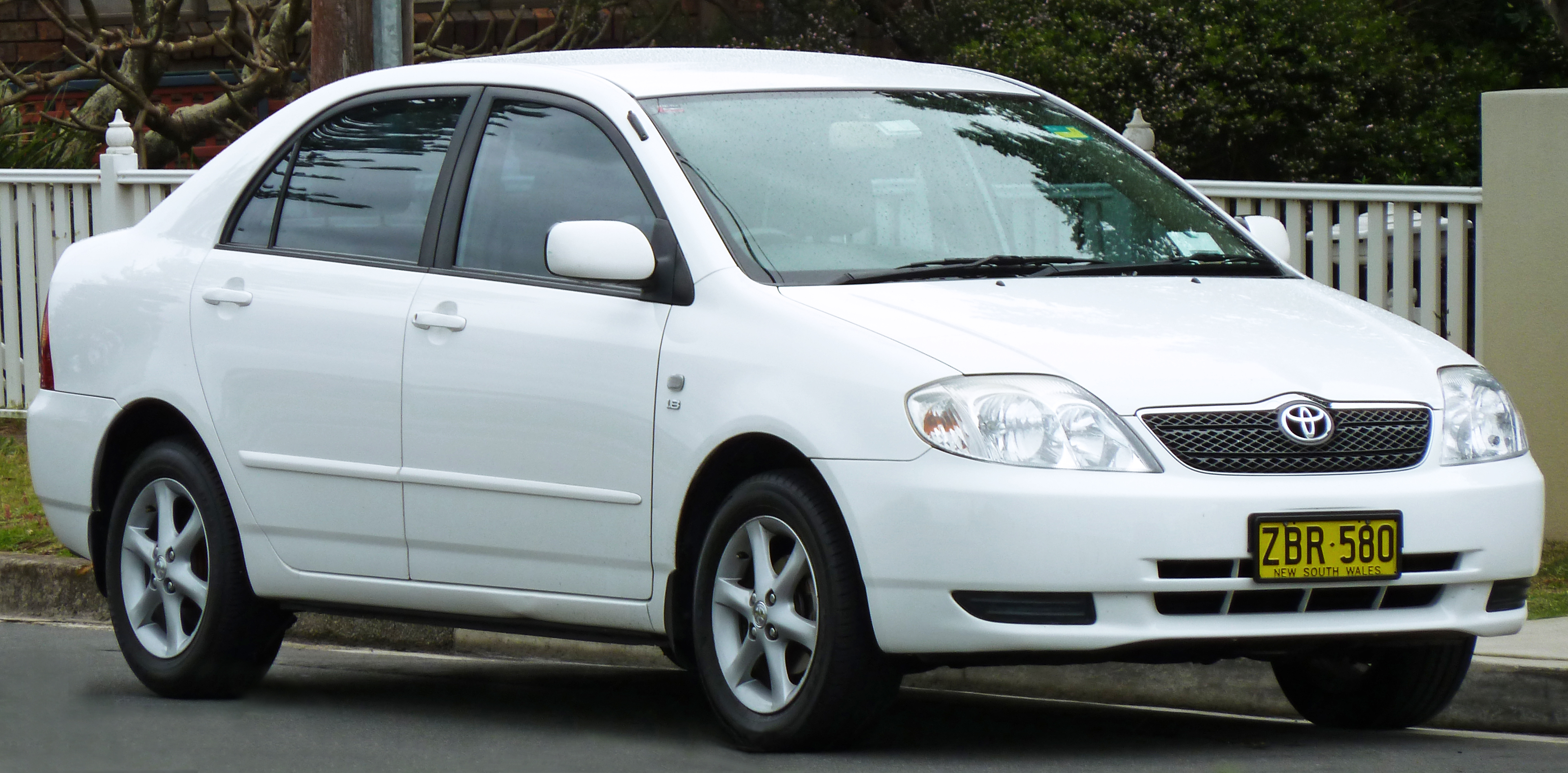
نسل نهم کورولا، ای۱۲۰
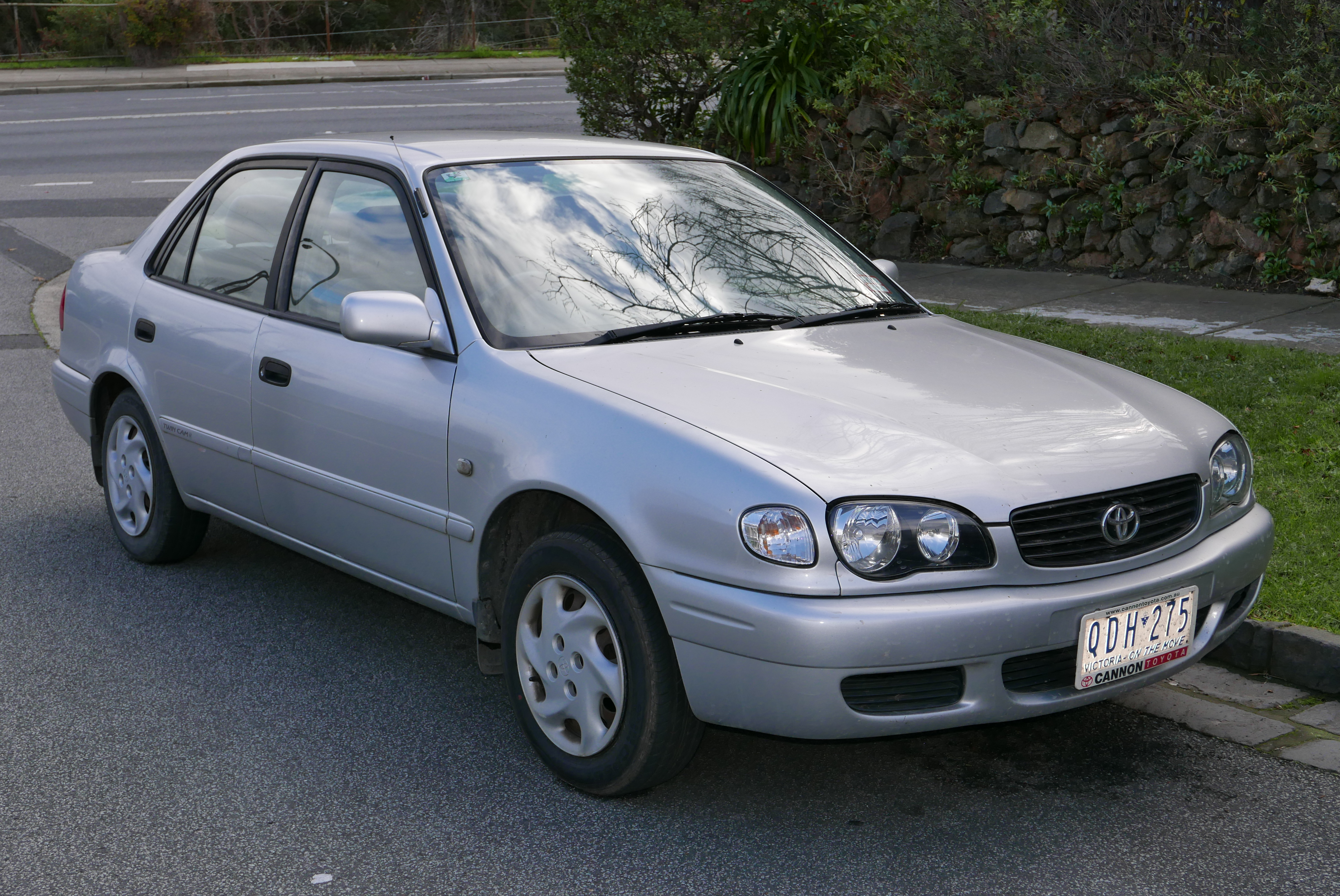
نسل هشتم کورولا، ای۱۱۰
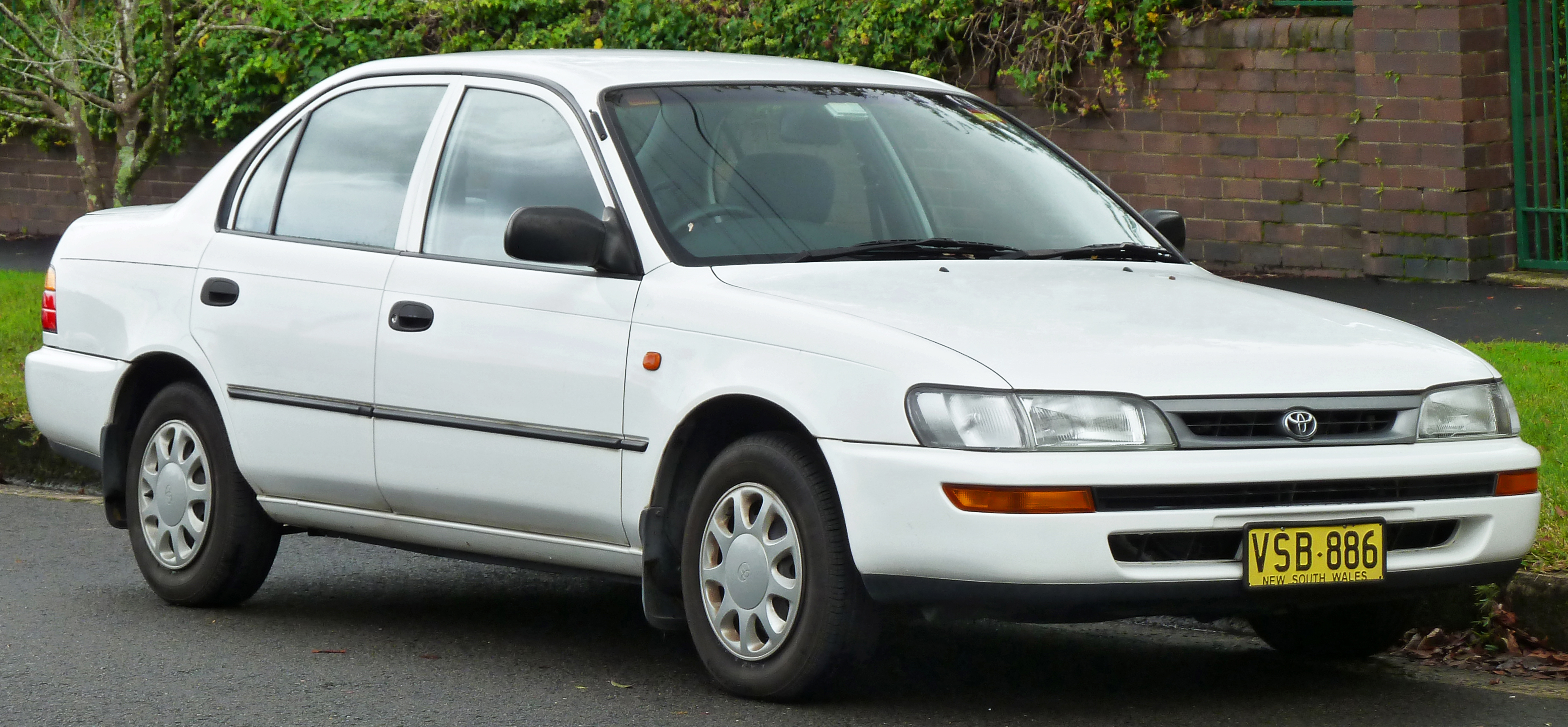
نسل هفتم کورولا، ای۱۰۰
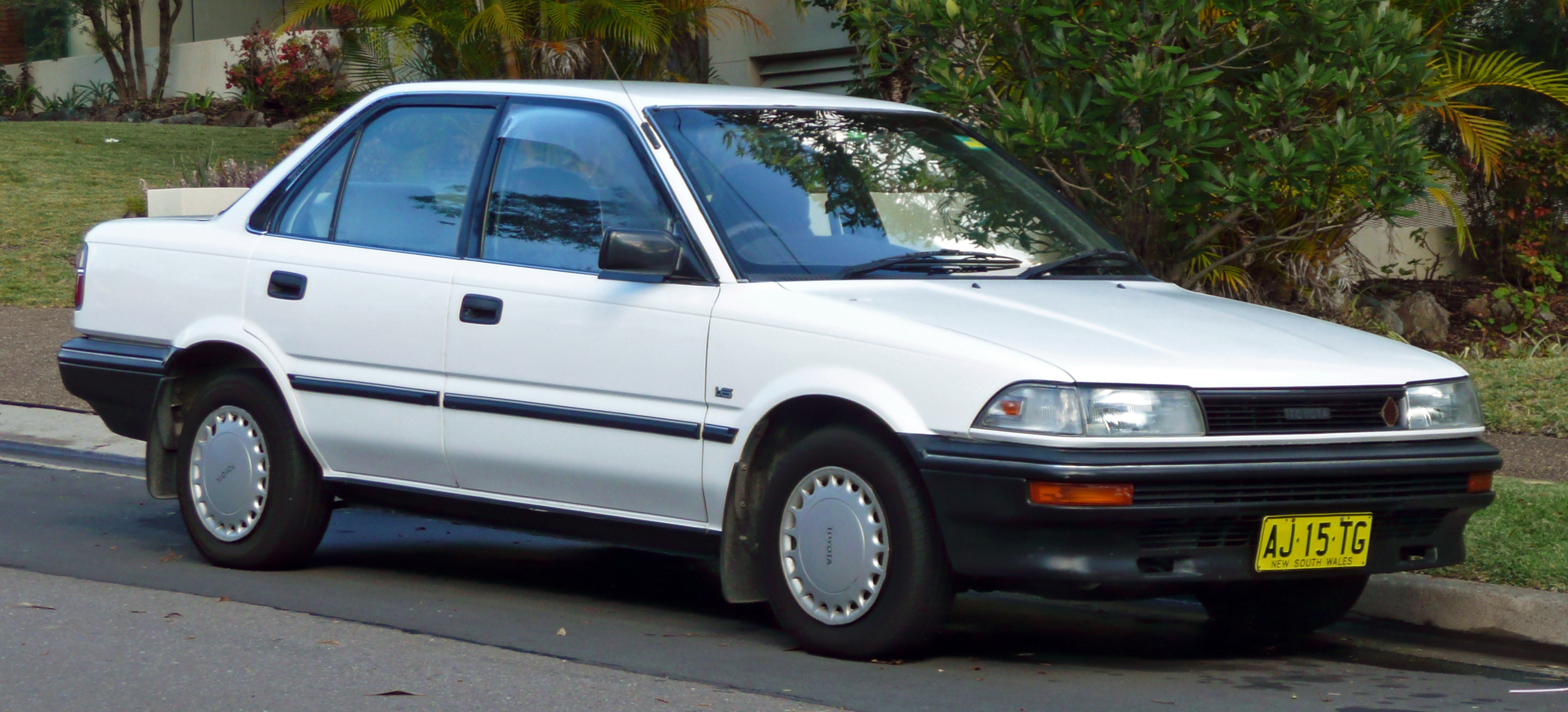
نسل ششم کورولا، ای۹۰
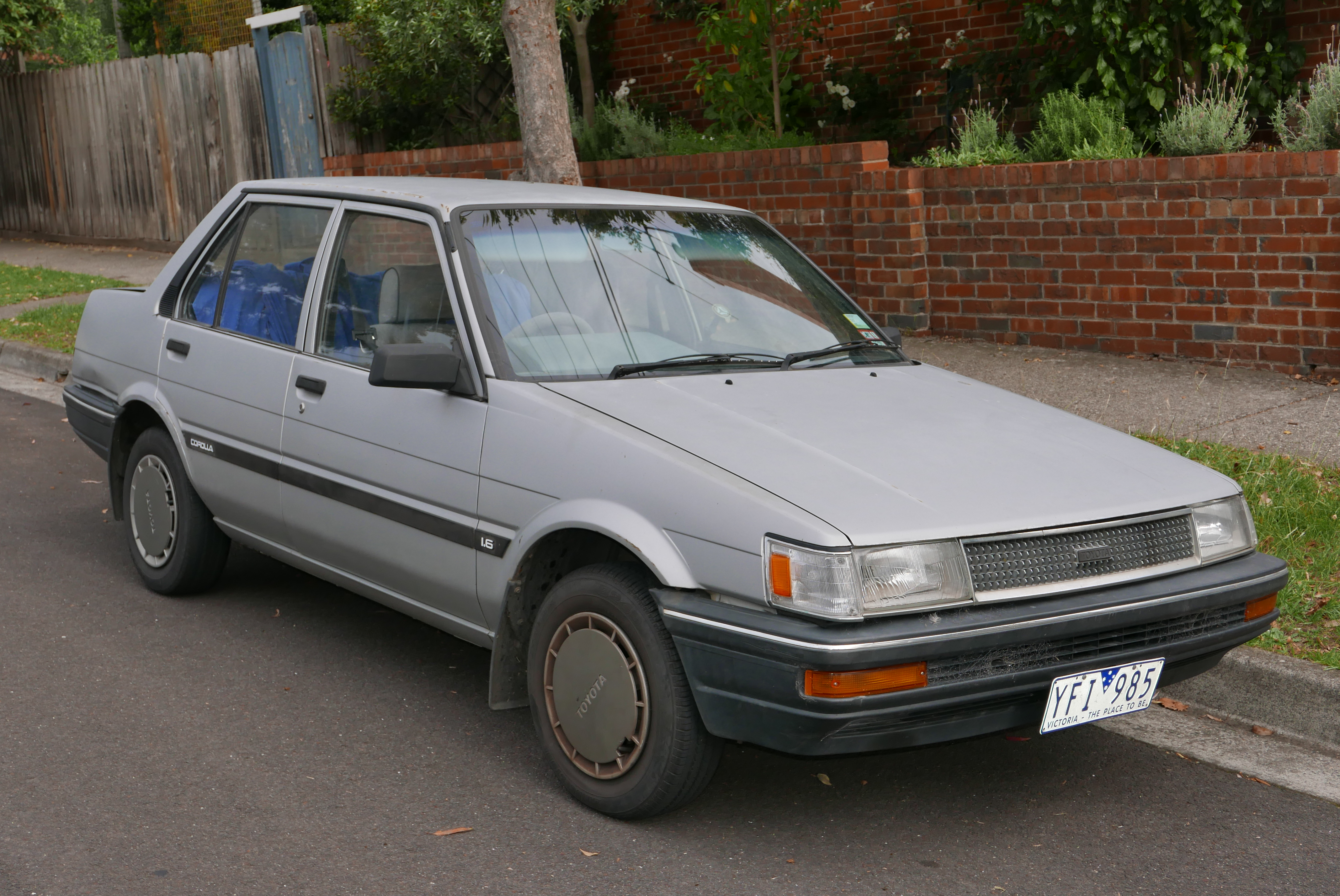
نسل پنجم کورولا، ای۸۰
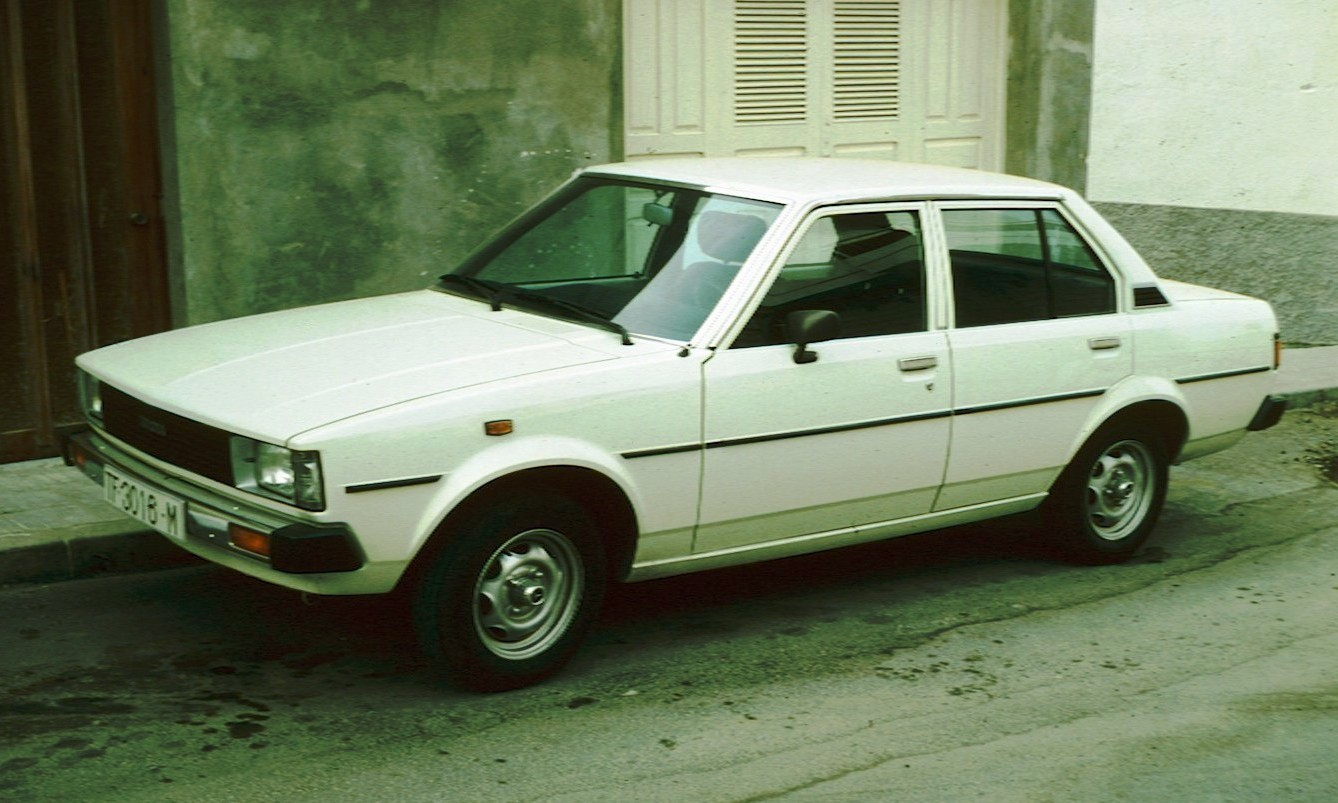
نسل چهارم کورولا، ای۷۰
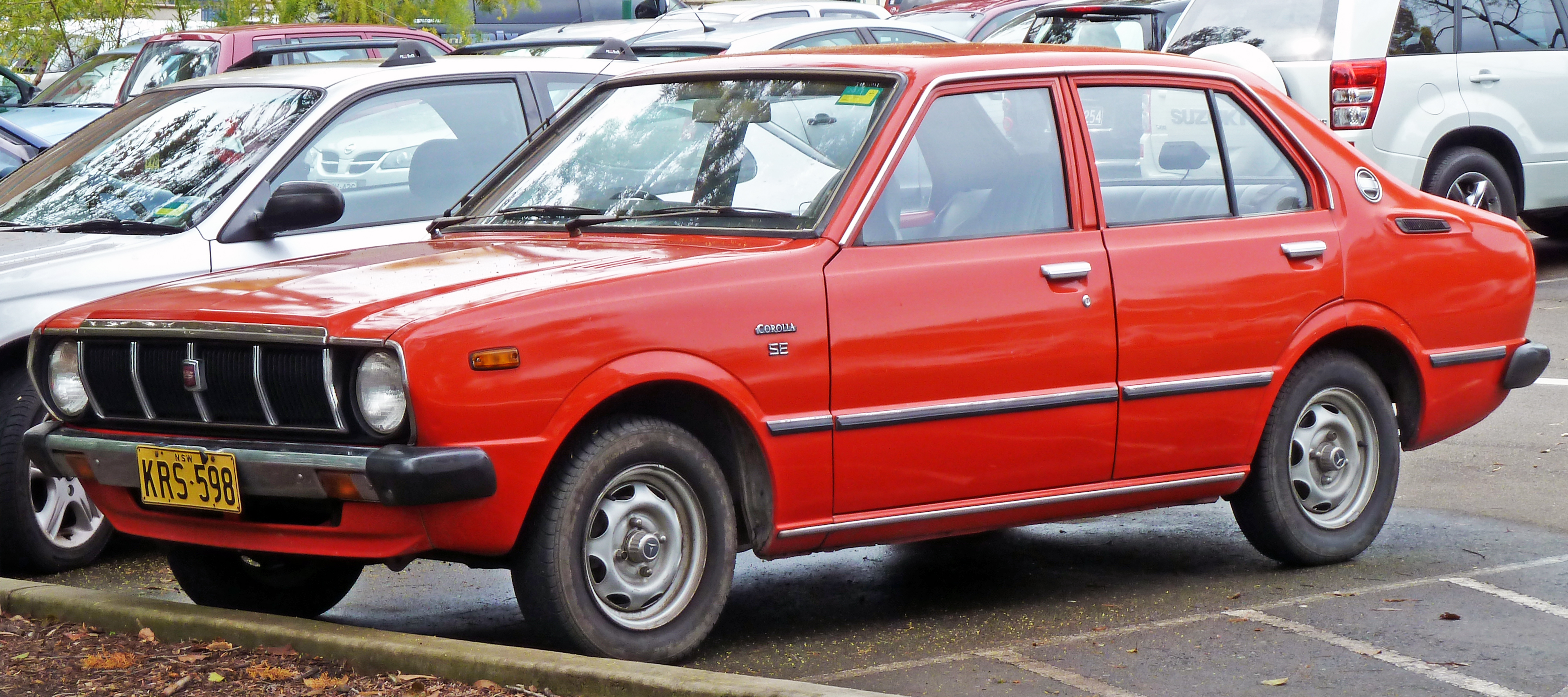
نسل سوم کورولا، ای۳۰
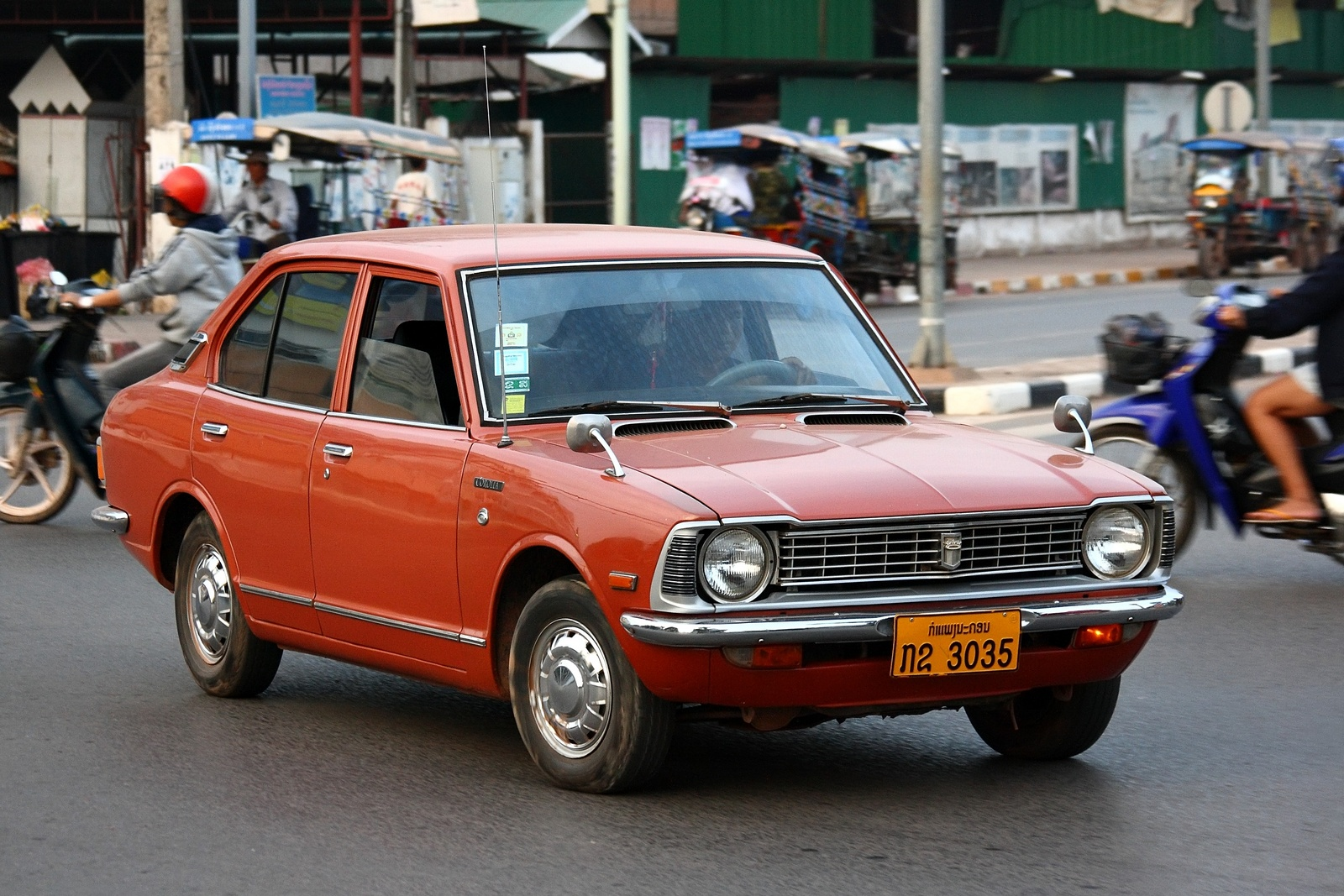
نسل دوم کورولا، ای۲۰
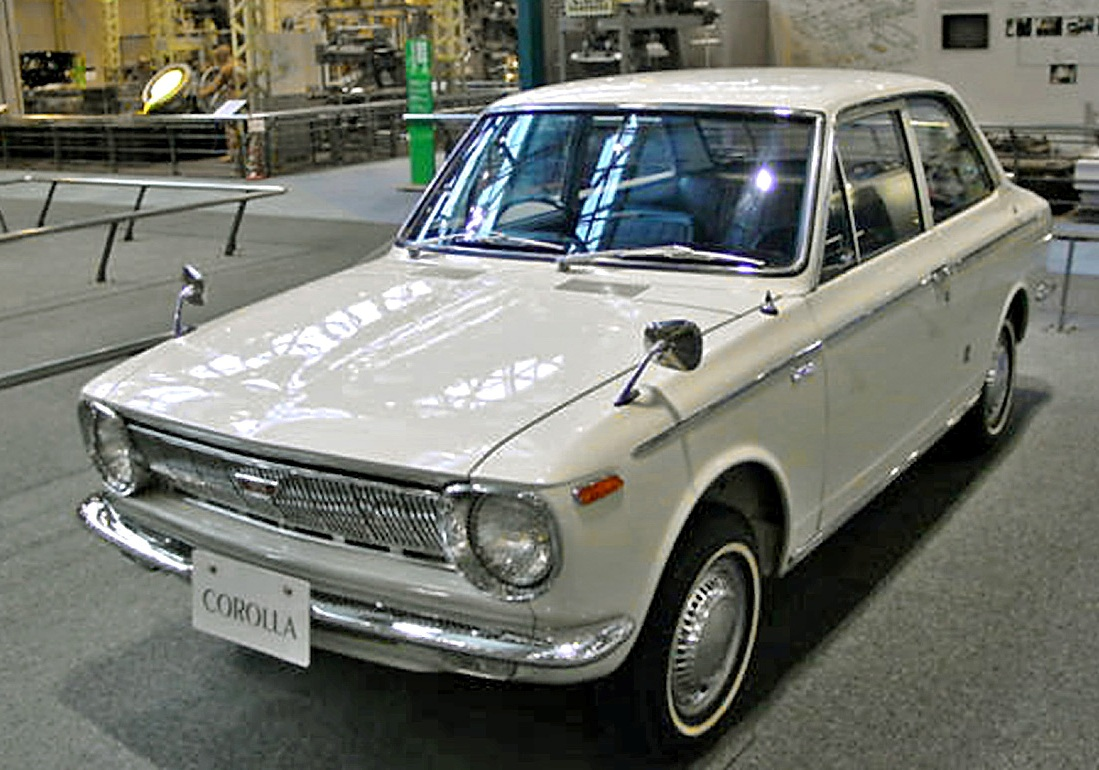
نسل نخست کرولا، ای۱۰